# Liubce, Kovel
Liubce (în ucraineană Любче) este un sat în comuna Toikut din raionul Kovel, regiunea Volînia, Ucraina.

## Demografie
Componența lingvistică a localității Liubce
     Ucraineană (98,28%)
     Rusă (1,72%)
Conform recensământului din 2001, majoritatea populației localității Liubce era vorbitoare de ucraineană (98,28%), existând în minoritate și vorbitori de rusă (1,72%).